# Arquidiocese de Oklahoma City
A Arquidiocese de Oklahoma City (Archidiœcesis Oklahomapolitana) é uma circunscrição eclesiástica da Igreja Católica situada em Oklahoma City, Estados Unidos. Seu atual arcebispo é Paul Stagg Coakley. Sua sé é a Catedral de Nossa Senhora do Perpétuo Socorro.
Em 2016 possuía 72 paróquias servidas por 137 padres, contando com 4,4% da população jurisdicionada batizada.

## História
A prefeitura apostólica do Território Indígena foi eregida em 14 de maio de 1876, recebendo o território da diocese de Little Rock.
Em 29 de maio de 1891 a prefeitura apostólica foi elevada a vicariato apostólico, que em 23 de agosto de 1905 foi posteriormente elevado a diocese e assume o nome de diocese de Oklahoma.
Em 14 de novembro de 1930 assume o nome de diocese de Oklahoma City-Tulsa.
Em 13 de dezembro de 1972 por efeito da bula De sanctae Christi do Papa Paulo VI a diocese se divide dando origem à presente arquidiocese metropolitana de Oklahoma City e à diocese de Tulsa.

## Administração
Cronologia dos prelados locais:
| #               | Nome                           | Período    | Notas                              |
| Arcebispos      | Arcebispos                     | Arcebispos | Arcebispos                         |
| --------------- | ------------------------------ | ---------- | ---------------------------------- |
| 4º              | Paul Stagg Coakley             | 2010-      | Atual                              |
| 3º              | Eusebius Joseph Beltran        | 1992-2010  | Arcebispo emérito                  |
| 2º              | Charles Alexander K. Salatka † | 1977-1992  |                                    |
| 1º              | John Raphael Quinn             | 1972-1977  | Nomeado Arcebispo de San Francisco |
| Bispo-auxiliar  |                                |            |                                    |
|                 | Victor Joseph Reed             | 1957-1958  | Elevado a Bispo                    |
| Bispos          |                                |            |                                    |
| 7º              | John Raphael Quinn             | 1971-1972  |                                    |
| 6º              | Victor Joseph Reed †           | 1958-1971  |                                    |
| 5º              | Eugene Joseph McGuinness †     | 1948-1957  |                                    |
| 4º              | Francis Clement Kelley †       | 1924-1948  |                                    |
| 3º              | Theophile Meerschaert †        | 1891-1924  |                                    |
| 2º              | Ignatius Jean, O.S.B. †        | 1887-1890  |                                    |
| 1º              | Isidore Robot, O.S.B. †        | 1876-1887  |                                    |
| Bispo-coadjutor |                                |            |                                    |
|                 | Eugene Joseph McGuinness       | 1944-1948  |                                    |